# Carl Johann Koch

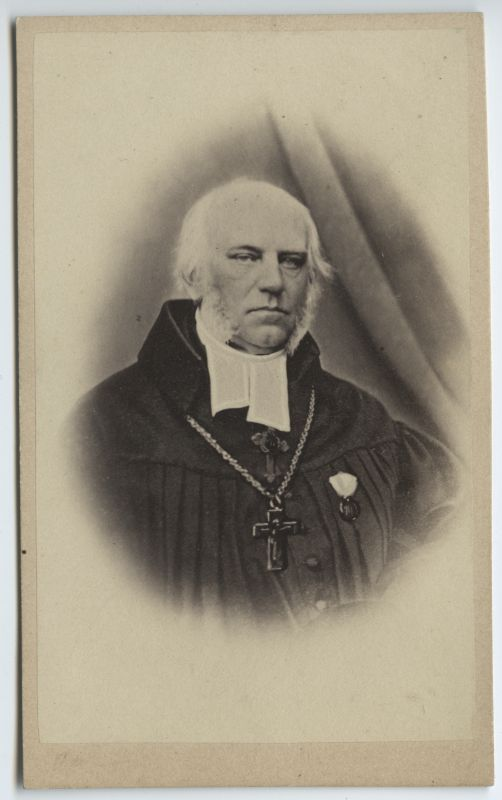
Carl Johann Koch

Carl Johann Koch (* 31. Märzjul. / 12. April 1803greg. in Tallinn; † 28. Dezember 1863jul. / 9. Januar 1864greg. ebenda) war ein deutschbaltischer Pastor und Theologe.

## Leben und Werk
Carl Johann Koch wurde in der estnischen Hauptstadt Tallinn (deutsch Reval) geboren. Er besuchte dort das renommierte  „Kaiserlich-Städtische Gymnasium“.
Anschließend studierte er von 1824 bis 1827 Theologie an der Kaiserlichen Universität Dorpat. Nach seinen Studien in Dorpat ging er für die weitere Ausbildung nach Deutschland, bevor er in seine baltische Heimat zurückkehrte. Am 24. Juni 1835 wurde er zum Pfarrer geweiht.
Von 1835 bis zu seinem Tod war Carl Johann Koch Pastor der evangelisch-lutherischen Kirchengemeinde von Hageri (Haggers). Der Ort war das Zentrum eines der ältesten Kirchspiele im heutigen Estland. 1851 ließ Koch das Dach und die Gewölbe der historischen Lambertikirche erneuern. Er sammelte gleichzeitig Geld für die Einrichtung einer Kirchenorgel.
Koch blieb zeitlebens eng mit der Domkirchengemeinde in Tallinn verbunden. 1846 wurde er zum Co-Direktor des Waisenhauses der Domkirchengemeinde und zum Leiter der Armenkasse bestellt.
Carl Johann Koch starb 1864 in Tallinn, liegt aber im Hageri begraben. Nachfolger Kochs als Pastor in Hageri wurde im selben Jahr der deutschbaltische Theologe Alexander Anton Hörschelmann (1836–1885).

## Privatleben
Carl Johann Koch war zweimal verheiratet. Seine erste Frau, Johanna Wilhelmine Anna Caroline, war die Tochter von Kochs Vorgänger als Pastor von Hageri, David Friedrich Ignatius (1765–1834). Seine zweite Frau, Alexandrine Henriette, war eine geborene von Freymann. Ihr Vater war Leibarzt des russischen Zaren Nikolaus I. (1796–1855).